# 福雷斯特希爾斯 (密歇根州)
福雷斯特希爾斯（英語：Forest Hills）是位於美國密歇根州肯特縣艾達鎮區及喀斯喀特鎮區的一個普查規定居民點。

## 人口
根據2020年美國人口普查的數據，福雷斯特希爾斯的面積為131.58平方千米，當中陸地面積為127.68平方千米，而水域面積為3.90平方千米。當地共有人口28573人，而人口密度為每平方千米217.15人。